# 斎藤憲
斎藤 憲（さいとう けん、1958年1月21日 - ）は、日本の科学史学者、大阪府立大学名誉教授。北海道更別村村議会議員。
1980年、東京大学教養学部科学史科学哲学科卒業。1982年、同文学部イタリア文学科卒。1990年、同大学院理学系研究科博士課程科学史科学基礎論修了、「エウクレイデス「原論」における比例論の研究」で理学博士。1990年、日本学術振興会特別研究員（PD）。1992年、千葉大学文学部助教授。1997年、大阪府立大学総合科学部助教授。2005年、同人間社会学部助教授となり、2007年に准教授、2011年に教授へ昇任し、2018年に退職。2017年から2019年にかけて、日本科学史学会会長。2023年4月、妻の要子とともに北海道更別村村議会議員選挙に当選。
専門は古代ギリシアの数学史であるが、2009年以降は奄美諸島における開発計画とそれをめぐる住民運動に注目した現代史研究にも注力している。

## 著書
- 『ユークリッド『原論』の成立 古代の伝承と現代の神話』東京大学出版会 1997
- 『よみがえる天才アルキメデス 無限との闘い』岩波科学ライブラリー 2006
- 『ユークリッド『原論』とは何か 二千年読みつがれた数学の古典』岩波科学ライブラリー 2008
- 『アルキメデス『方法』の謎を解く』岩波科学ライブラリー 2014

### 共著
- 『イタリア語動詞活用表』西本晃二共著 白水社 1982
- 『天秤の魔術師アルキメデスの数学』林栄治共著 共立出版 2009
- 『奄美 日本を求め、ヤマトに抗う島 復帰後奄美の住民運動』樫本喜一共著 南方新社 2019

### 翻訳
- エンリコ・ジウスティ『数はどこから来たのか 数学の対象の本性に関する仮説』共立出版 1999
- B.チェントローネ『ピュタゴラス派 その生と哲学』岩波書店 2000
- 『エウクレイデス全集 第1巻 原論I-VI』三浦伸夫共訳 東京大学出版会 2008
- 『エウクレイデス全集 第4巻 デドメナ/オプティカ/カトプトリカ』高橋憲一共訳 東京大学出版会 2010
- Eleanor Robson, Jacqueline Stedall編『Oxford数学史』三浦伸夫,三宅克哉共監訳 共立出版 2014
- 『エウクレイデス全集 第2巻 原論VII-X』東京大学出版会 2015